# Irmenaldo de Auxerre
Irmenaldo de Auxerre (Auxerre, c. 750 -?) foi um nobre da Alta Idade Média, tendo sido detentor do título de Conde de Auxerre, que atualmente corresponde á comuna francesa da região administrativa da Borgonha, no departamento Yonne.

## Relações familiares
Foi filho de Valerano de Auxerre (c. 710 -?) e de Valdrada de Viena. Do seu casamento foi pai da condessa de Tours, Sens e Auxerree, Eva de Auxerre.
1. Eva de Auxerre (775 - 840) foi casada com Hugo III de Tours (765 - 20 de outubro de 837[1]), conde de Tours e Duque da Alta Alsácia durante os reinados de Carlos Magno (c. 742 - 28 de janeiro de 814)  e Luís I, o Piedoso  (778 – 20 de junho de 840)[2].